# 石文涟
石文涟（？—？），湖北黄梅人，清朝政治人物。
石文涟曾于1802年接替李绍洛任上海县知县一职，1804年由苏昌阿接任。